# Căldăraru
Căldăraru is een Roemeense gemeente in het district Argeș.
Căldăraru telt 2627 inwoners.